# Рафаель Лопес
Рафаель Лопес Гомес (ісп. Rafael López Gómez), відоміший під своїм ім'ям Рафа (ісп. Rafa; 9 квітня 1985, Пеньяф'єль, Іспанія) — іспанський футболіст, захисник футбольного клубу «Хайдарабад».

## Клубна кар'єра
Рафа починав професійну кар'єру в молодіжній команді «Вальядоліда».
Досить впевнено Рафаель пробрався від команди другого рангу у професійний футбол. Щоб досягти таких успіхів, йому довелося зіграти в сезоні 04/05 в 17 іграх за «Реал Вальядолід Б». Незабаром «Реал Вальядолід» віддав молодого захисника в оренду «Ейбару», що представляє другий дивізіон. За сезон він 19 разів виходив на полу. Однак команді не вдалося досягти великих успіхів, тому до кінця сезону було вирішено повернути Рафу до «Реал Вальядолід».
Цю команду футболіст представляв у сезоні 06/07. Однак більшість часу він провів на лавці запасних, вийшовши грати лише в кількох матчах. Так чи інакше, йому вдалося отримати постійну прописку в Ла-Лізі, завдяки чому він зміг влітку 2008 року перейти до «Хетафе», провівши за новий клуб 142 матчі.
2014 року Лопес поповнив ряди німецького клубу «Падерборн 07». 13 червня 2016 через вісім років повернувся до «Реал Вальядолід».

## Статистика виступів за клуб
Станом на матч, що відбувся 11 березня 2018
| Клуб               | Сезон              | Ліга                   | Ліга | Ліга | Кубок | Кубок | Інші | Інші | Загалом | Загалом |
| Клуб               | Сезон              | Дивізіон               | Ігри | Голи | Ігри  | Голи  | Ігри | Голи | Ігри    | Голи    |
| ------------------ | ------------------ | ---------------------- | ---- | ---- | ----- | ----- | ---- | ---- | ------- | ------- |
| Вальядолід         | 2003–2004          | Ла-Ліга                | 3    | 0    | 0     | 0     | —    | —    | 3       | 0       |
| Вальядолід         | 2004–2005          | Сегунда Дивізіон       | 3    | 0    | 3     | 0     | —    | —    | 6       | 0       |
| Вальядолід         | 2005–2006          | Сегунда Дивізіон       | 0    | 0    | 1     | 0     | —    | —    | 1       | 0       |
| Вальядолід         | 2006–2007          | Сегунда Дивізіон       | 13   | 0    | 6     | 0     | —    | —    | 19      | 0       |
| Вальядолід         | 2007–2008          | Ла-Ліга                | 21   | 0    | 1     | 0     | —    | —    | 22      | 0       |
| Вальядолід         | Загалом            | Загалом                | 40   | 0    | 11    | 0     | —    | —    | 51      | 0       |
| Ейбар (оренда)     | 2005–2006          | Сегунда Дивізіон       | 19   | 0    | 0     | 0     | —    | —    | 19      | 0       |
| Хетафе             | 2008–2009          | Ла-Ліга                | 14   | 0    | 2     | 0     | —    | —    | 16      | 0       |
| Хетафе             | 2009–2010          | Ла-Ліга                | 27   | 2    | 7     | 1     | —    | —    | 34      | 3       |
| Хетафе             | 2010–2011          | Ла-Ліга                | 19   | 0    | 2     | 0     | 3    | 0    | 24      | 0       |
| Хетафе             | 2011–2012          | Ла-Ліга                | 13   | 0    | 1     | 0     | —    | —    | 14      | 0       |
| Хетафе             | 2012–2013          | Ла-Ліга                | 19   | 1    | 2     | 0     | —    | —    | 21      | 1       |
| Хетафе             | 2013–2014          | Ла-Ліга                | 29   | 0    | 3     | 0     | —    | —    | 32      | 0       |
| Хетафе             | 2014–2015          | Ла-Ліга                | 1    | 0    | 0     | 0     | —    | —    | 1       | 0       |
| Хетафе             | Загалом            | Загалом                | 122  | 3    | 17    | 1     | 3    | 0    | 142     | 4       |
| Падерборн          | 2014–2015          | Бундесліга (Німеччина) | 16   | 0    | 0     | 0     | —    | —    | 16      | 0       |
| Падерборн          | 2015–2016          | друга Бундесліга       | 1    | 0    | 0     | 0     | —    | —    | 1       | 0       |
| Падерборн          | Загалом            | Загалом                | 17   | 0    | 0     | 0     | —    | —    | 17      | 0       |
| Вальядолід         | 2016–2017          | Сегунда Дивізіон       | 19   | 0    | 1     | 0     | —    | —    | 20      | 0       |
| Пуне Сіті          | 2017–2018          | Індійська суперліга    | 20   | 0    | 0     | 0     | —    | —    | 20      | 0       |
| Загалом за кар'єру | Загалом за кар'єру | Загалом за кар'єру     | 253  | 3    | 29    | 1     | 3    | 0    | 287     | 4       |

1. ↑  Ігри в Лізі Європи